# Benton County (Minnesota)
Das Benton County ist ein County im US-amerikanischen Bundesstaat Minnesota. Im Jahr 2020 hatte das County 41.379 Einwohner und eine Bevölkerungsdichte von 39,1 Einwohnern pro Quadratkilometer. Der Verwaltungssitz (County Seat) ist Foley.

## Geografie
Das County liegt etwas südöstlich des geografischen Zentrums von Minnesota am östlichen Ufer des oberen Mississippi. Es hat eine Fläche von 1070 Quadratkilometern, wovon zwölf Quadratkilometer Wasserfläche sind. An das Benton County grenzen folgende Nachbarcountys:
|                | Morrison County  |                   |
| Stearns County |                  | Mille Lacs County |
|                | Sherburne County |                   |

## Geschichte

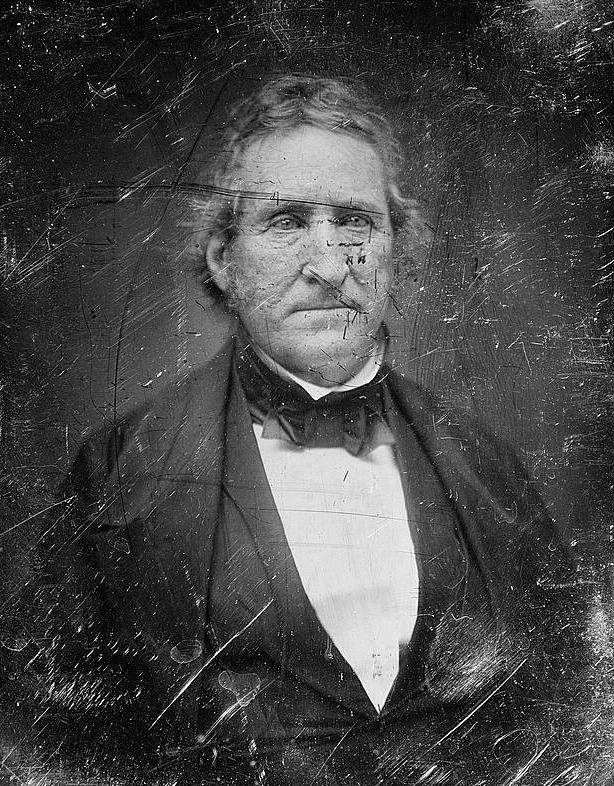
T. H. Benton

Das Benton County wurde am 27. Oktober 1849 aus dem nur noch in Wisconsin existierenden St. Croix County gebildet. Benannt wurde es nach Thomas Hart Benton, einem US-Senator aus Missouri.

Fünf Orte im County sind im National Register of Historic Places eingetragen (Stand 28. Januar 2018).

## Demografische Daten
Nach der Volkszählung im Jahr 2010 lebten im Benton County 38.451 Menschen in 15.139 Haushalten. Die Bevölkerungsdichte betrug 36,3 Einwohner pro Quadratkilometer. In den 15.139 Haushalten lebten statistisch je 2,48 Personen.
Ethnisch betrachtet setzte sich die Bevölkerung zusammen aus 94,7 Prozent Weißen, 2,1 Prozent Afroamerikanern, 0,5 Prozent amerikanischen Ureinwohnern, 2,1 Prozent Asiaten sowie aus anderen ethnischen Gruppen; 1,6 Prozent stammten von zwei oder mehr Ethnien ab. Unabhängig von der ethnischen Zugehörigkeit waren 1,8 Prozent der Bevölkerung spanischer oder lateinamerikanischer Abstammung.
24,7 Prozent der Bevölkerung waren unter 18 Jahre alt, 63,4 Prozent waren zwischen 18 und 64 und 11,9 Prozent waren 65 Jahre oder älter. 49,9 Prozent der Bevölkerung war weiblich.

Das jährliche Durchschnittseinkommen eines Haushalts lag bei 51.159 USD. Das Pro-Kopf-Einkommen betrug 23.924 USD. 13,4 Prozent der Einwohner lebten unterhalb der Armutsgrenze.

## Ortschaften im Benton County
Citys
| - Foley - Gilman - Rice - Royalton1 | - Sartell2 - Sauk Rapids - St. Cloud3 |

Census-designated place (CDP)
- Ronneby

Unincorporated Communities
- Oak Park
- Glendorado

1 – überwiegend im Morrison County

2 – teilweise im Stearns County

3 – teilweise im Sherburne und Stearns County

## Gliederung
Das Benton County ist neben den sieben Citys in zwölf Townships eingeteilt:
| Township               | Einwohner (2010) | FIPS     |
| ---------------------- | ---------------- | -------- |
| Alberta Township       | 818              | 27-00668 |
| Gilmanton Township     | 841              | 27-23822 |
| Glendorado Township    | 762              | 27-24020 |
| Graham Township        | 582              | 27-24812 |
| Granite Ledge Township | 743              | 27-25298 |
| Langola Township       | 906              | 27-35522 |

| Township             | Einwohner (2010) | FIPS     |
| -------------------- | ---------------- | -------- |
| Mayhew Lake Township | 831              | 27-41192 |
| Maywood Township     | 954              | 27-41264 |
| Minden Township      | 1664             | 27-42434 |
| St. George Township  | 1153             | 27-56986 |
| Sauk Rapids Township | 584              | 27-58702 |
| Watab Township       | 3093             | 27-68476 |